# Roland Ehrhardt
Roland Ehrhardt (* 15. Dezember 1924 in Dresden; † 12. Februar 1999 ebenda) war ein deutscher Drucker.

## Leben und Werk
Der Vater Ehrhardts, Alfred Ehrhardt, war Leiter der Druckwerkstatt an der Dresdner Akademie der Bildenden Künste. Erhardt erlernte von 1939 bis 1942 bei der vormaligen Dresdener Hofbuchdruckerei C. C. Meinhold & Söhne den Beruf des Lithografen. Danach wurde er zur Wehrmacht eingezogen. Er nahm am Zweiten Weltkrieg teil und war bis 1946 in US-amerikanischer Kriegsgefangenschaft.
Ab 1946 war er Lehrer an der Akademie bzw. an der Hochschule für Bildende Künste und von 1986 bis 1990 Dozent für grafische Drucktechniken und Leiter des Werkstattbereichs Lithografie. An der Akademie hatte Ehrhardt 1948 Otto Dix kennengelernt, den er davon überzeugte, ihn als seinen Drucker zu nehmen. Er druckte für Dix von 1949 bis 1969 mehr als 200 Lithografien, wodurch er vor allem als Steindrucker außerordentliche Bedeutung erlangte. Dix bezeichnete ihn in einer Widmung auf einem Andruck als den besten Drucker Deutschlands. Ehrhardt arbeitete für wichtige Künstler der DDR wie Rudolf Bergander, Hans und Lea Grundig, Günter Horlbeck, Gerhard Kettner, Hermann Naumann, Hans Theo Richter und Max Schwimmer. Ab 1986 hatte er ein Atelier im Künstlerhaus Dresden-Loschwitz. Dort betrieb er eine kleine Druckerei, in der er für Künstler, im Künstlerhaus arbeitete, u. a. für Veit Hofmann, Max Uhlig und Rainer Zille.
Zu Ehrhardts Künstler-Freunden gehörten u. a. Ernst Bursche, Otto Griebel, Josef Hegenbarth und Naumann.
1992 schuf Wolfgang H. Scholz den Dokumentarfilm Der Steindrucker von Otto Dix.

## Darstellung Ehrhardts in der bildenden Kunst
- Otto Dix: Roland Ehrhardt / Drucker an der HfBK Dresden (Zeichnung, Kugelschreiber, 26,5 × 20,6 cm, 1964)[1]

## Weitere von Ehrhardt gedruckte Grafiken (Auswahl)
- Hermann Naumann: Mary Wigman (1982, Serie von 8 Kaltnadelradierungen, 24,5 × 17,5 cm; publiziert im Dritten Druck der Dürer-Presse des Verlags Philipp Reclam jun. Leipzig, 1984)

## Ausstellungen
- 1986: Karl-Marx-Stadt, Klub der Intelligenz Pablo Neruda („Roland Ehrhardt, Drucker, Dresden. Belegdrucke“)
- 1994: Gaienhofen, Otto-Dix-Haus Hemmenhofen („Roland Ehrhardt – der meisterliche Drucker. Zum 70. Geburtstag eine Ausstellung ausgewählter Werke aus seiner Sammlung“)